# Pignerol
Pour l’article ayant un titre homophone, voir Pignerolle.
Pignerol (en italien : Pinerolo) est une ville italienne de la ville métropolitaine de Turin, dans la région du Piémont.

## Géographie
La commune de Pignerol est située dans le Piémont et s'assied sur un territoire compris entre 291 m et 1 358 m d'altitude.
Elle comprend les hameaux d'Abbadia Alpina, Baudenasca, Costagrande, Gerbido, Riva et Talucco.

### Communes limitrophes
Cumiana, Pinasca, Frossasco, San Pietro Val Lemina, Roletto, Piscina, Scalenghe, Porte, Buriasco, San Secondo di Pinerolo, Osasco, Macello, Garzigliana, Cantalupa, Luserna San Giovanni.

## Toponymie
Attestée sous la forme Pinarolium en 981, est issu du latin pinus (« pin »), accompagné du suffixe aria (« zone plantée de ... ») et suivi du diminutif -eola. Il s’agissait donc d’« une petite pinède ».

## Histoire
Des traces d'habitat préhistorique ont été retrouvées sur le territoire de Pignerol[réf. souhaitée]. Le territoire fit plus tard partie de l'Empire romain.
La ville appartenait au duché de Savoie mais passa plusieurs fois dans le royaume de France (occupation de 1536 à 1574, annexion de 1631 à 1696 et de 1801 à 1814[réf. souhaitée]), avant de revenir au duché de Savoie et de devenir italienne lors de la création du royaume d'Italie en 1861.
Elle est touchée de 1450 à 1452 et en 1454 par des épidémies de peste.
Au mois de juin 1622, peu avant sa mort, François de Sales se rend à Pignerol à la demande du pape, pour le représenter au chapitre des Feuillants où fut élu comme général de l'Ordre, le Français Dom Jean de Saint-François.

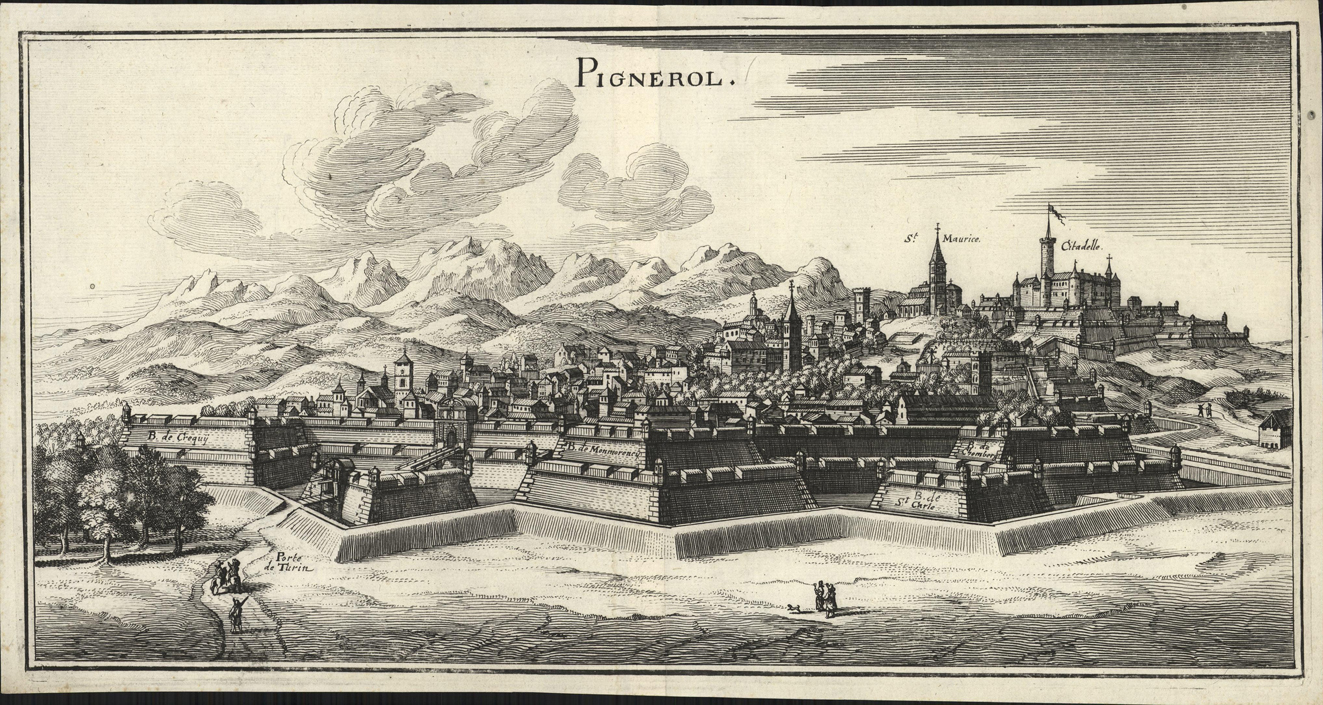
Pignerol vers 1650.

Conquise par les Français sur les Savoisiens en 1630, la ville et ses environs sont attribués le 30 mai 1631 à la France par le traité de Cherasco. Pignerol est alors soigneusement fortifiée par Jean de Beins, et constitue jusqu’à la fin du siècle une défense importante du royaume de France. D'abord « gouvernement particulier » dont Antoine de Toulongeon, oncle de Françoise-Madeleine de Chaugy, reçoit la charge, elle fut érigée par le roi Louis XIII de France en « gouvernement général » dont le premier gouverneur recensé fut Henri de Maleyssye du 5 novembre 1643 jusqu'en janvier 1651. Il aura comme successeurs, Antoine de Brouilly, marquis de Piennes, mestre de camp du régiment de Piennes cavalerie (mort le 1er novembre 1676), Bénigne Dauvergne de Saint-Mars (1665-1681), puis Antoine de Brouilly, marquis d'Herleville (mort en 1713), homonyme et cousin éloigné du précédent.

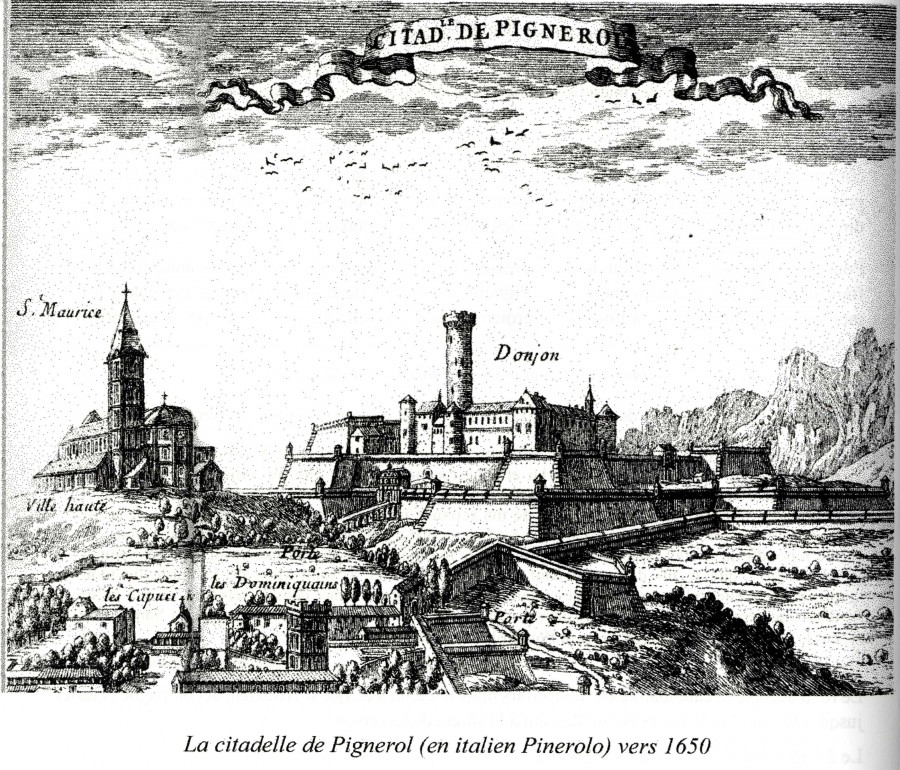
La citadelle de Pignerol vers 1650.

Une forteresse impressionnante, dont il ne subsiste rien de visible, y est érigée par l'architecte François Levé en 1666. Elle sert également de prison d'État : Nicolas Fouquet, surintendant des finances de Louis XIV, disgracié et condamné à la prison à vie en 1664, est transféré par d'Artagnan du château de Vincennes à Pignerol à l'issue de son procès. Il y meurt en 1680 ; le duc de Lauzun y est également emprisonné pendant dix ans. Cependant, le prisonnier le plus célèbre de Pignerol reste l'homme au masque de fer.
La ville est reconquise par Victor-Amédée II de Savoie en 1696 et va dès lors rester savoyarde, puis devenir piémontaise, et enfin italienne.
L'École de cavalerie militaire installée à Venaria Reale est transférée à Pignerol en 1849, puis devient l’École d’application de la cavalerie en 1862.

## Politique et administration
| Période                                  | Période  | Identité        | Étiquette | Qualité |
| ---------------------------------------- | -------- | --------------- | --------- | ------- |
| 1991                                     | 1996     | Livio Trombotto | DC        |         |
| 1996                                     | 2006     | Alberto Barbero | PDS/DS    |         |
| 2006                                     | 2011     | Paolo Covato    | PD        |         |
| 2011                                     | 2016     | Eugenio Buttero | PD        |         |
| 2016 (réélu en 2021)                     | En cours | Luca Salvai     | M5S       |         |
| Les données manquantes sont à compléter. |          |                 |           |         |

## Économie

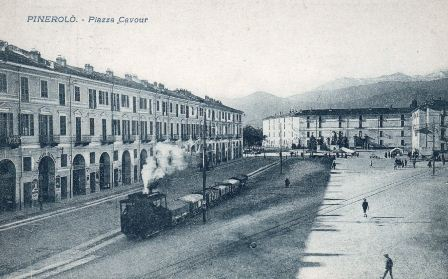
Place Cavour en 1937.

C’est autour de Pignerol que s’articule l’économie des vallées vaudoises (versants droits des vals Cluson, Pellice et Germanasca) et de la plaine allant de ces montagnes au cours du Pô.
Diverses industries sont installées dans la région. On peut citer notamment les industries textile, mécanique, papetière et chimique. Elles absorbent la majorité de la main-d’œuvre de Pinerolo et de ses alentours.
Les entreprises phares de la région sont Corcos qui produit entre autres des joints d’étanchéité, Raspini, une fameuse entreprise agroalimentaire qui est spécialisée dans la charcuterie, Euroball qui produit des roulements à billes, le groupe Tombini (ex Annovati) qui, lui, fournit l’industrie du meuble en agglomérés et PMT Italia (ex Beloit Italia) qui fournit l’industrie papetière en machines à papier. On rappelle même Galup et ses fameux panettone et Streglio pour son chocolat. Juste à côté il y a également Caffarel qui est propriété de Lindt.
Pignerol est le centre du commerce des vallées qui l’entourent. L’agriculture et l’élevage sont caractérisés par l’utilisation de techniques modernes. La ville est aussi le centre de la communauté montagnarde appelée Comunità Montana Pinerolese Pedemontano.

## Culture et patrimoine

### Édifices civils
- Les vestiges des remparts du XIIIe siècle qui entouraient le village haut, une partie des murs de la citadelle du XVIIe siècle[réf. souhaitée].
- De nombreux édifices médiévaux, dont le palais des princes d'Achaïe construit en 1318 et modifié par la suite, la « Casa del Senato » (XVe siècle), la « Casa del Vicario » (une construction en terre cuite du XVIe siècle).
- La place Vittorio Veneto : projetée en 1738, elle devint la place d'armes jusqu'en 1830 ; un marché s’y tient aujourd’hui le mercredi et le samedi. Elle accueille une fontaine avec une vasque en pierre d'un bloc de Malanaggio et une statue dédiée au général Filippo Brignone[réf. souhaitée].
- L'hôtel de ville.
- Le palais Vittone.

### Édifices religieux

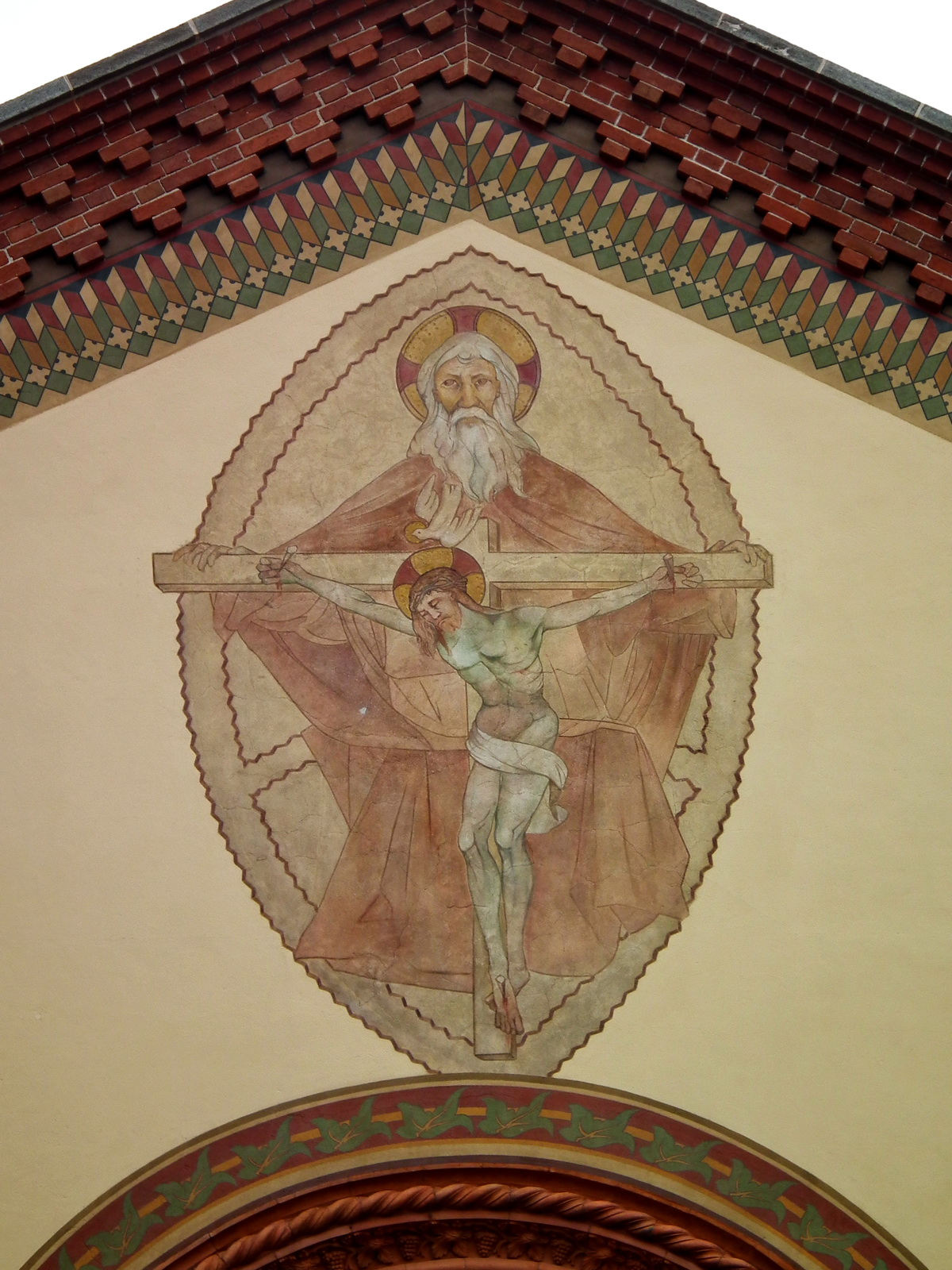
Fresque sur la cathédrale de San Donato.

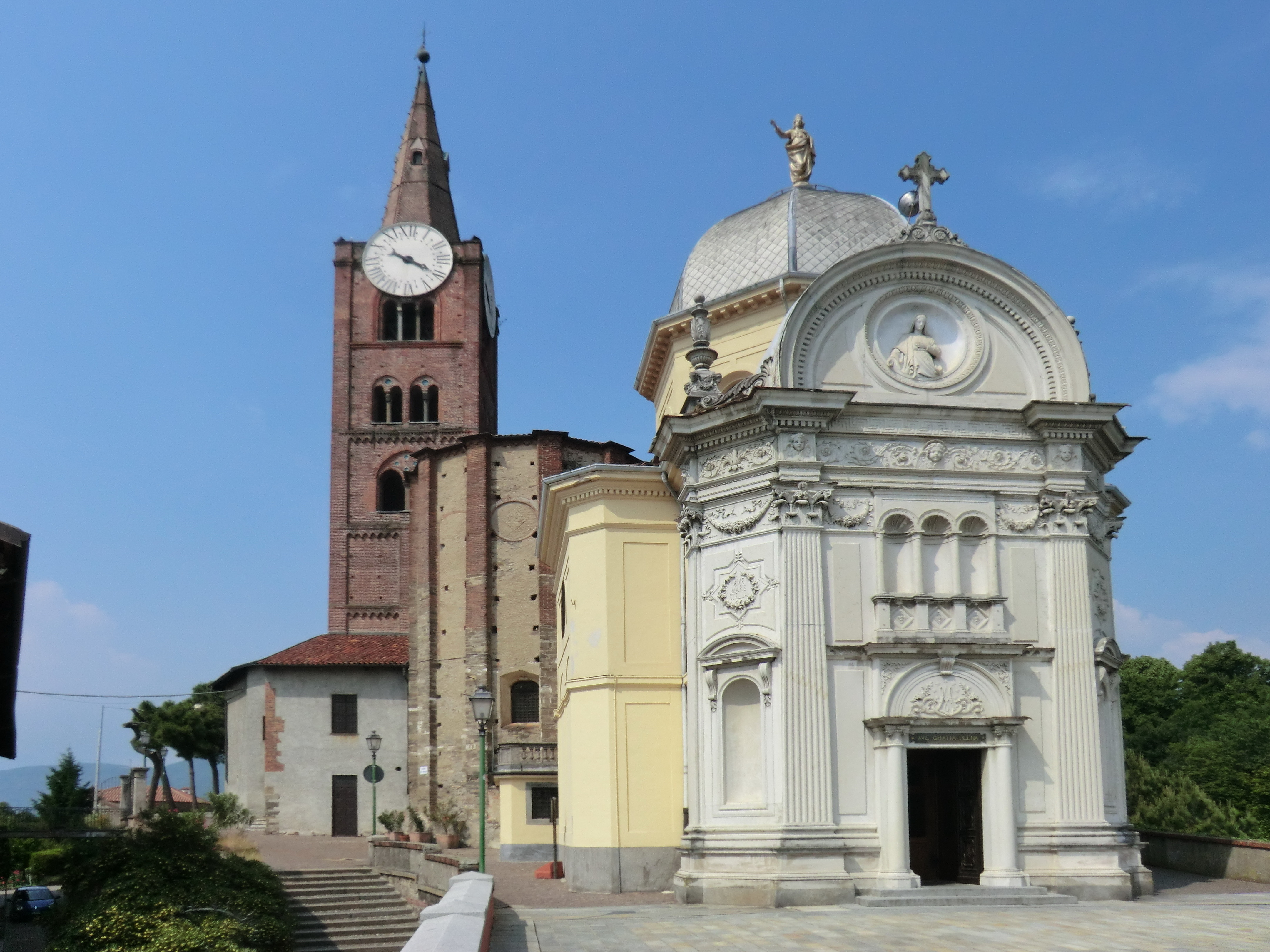
Madonna della Grazie.

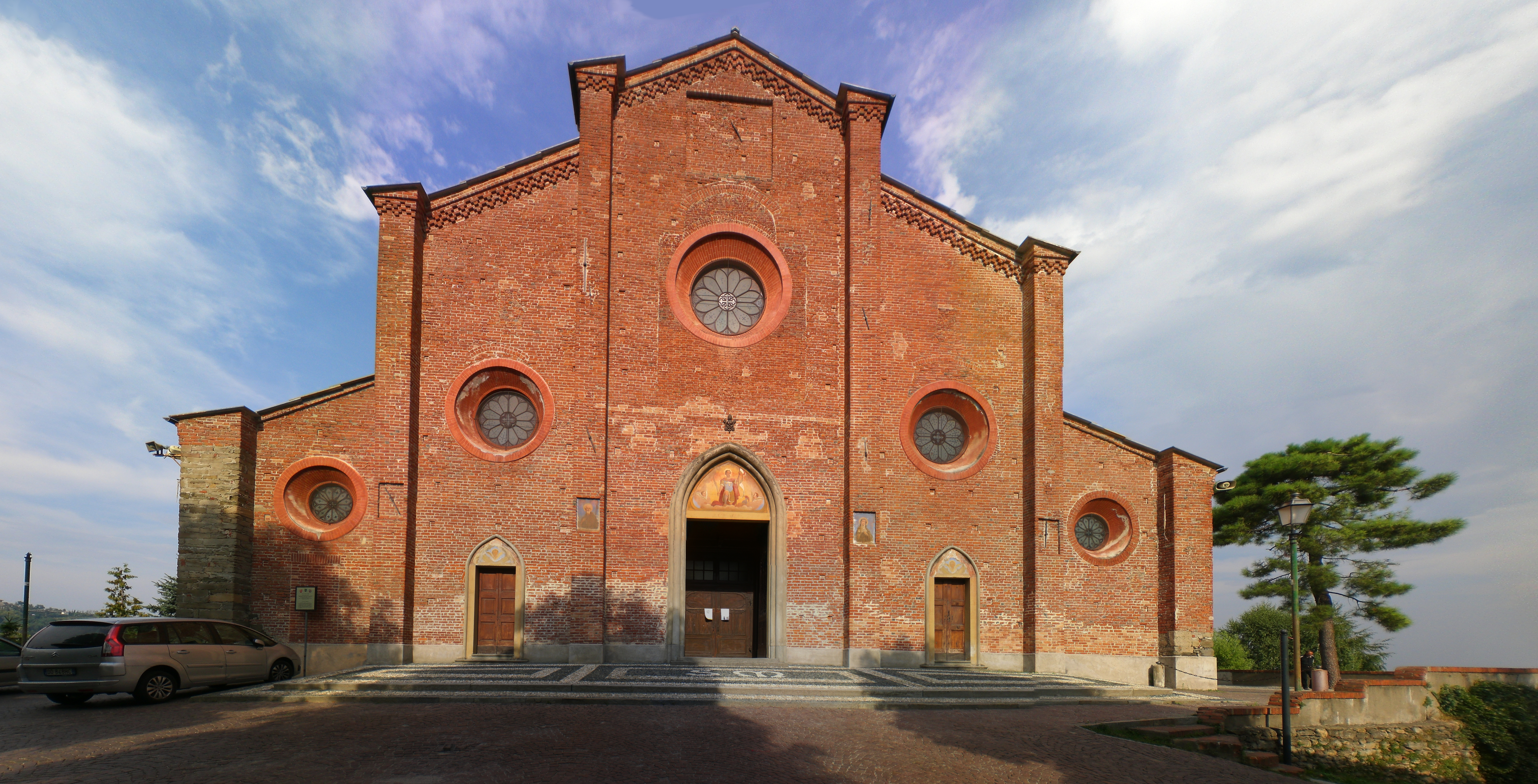
L'église San Maurizio.

- La cathédrale de Pignerol (Cattedrale di San Donato), déjà citée en 1044, remaniée aux XVe, XVIe, XVIIIe et XIXe siècles.
- La basilique de Saint Maurice (Basilica di San Maurizio), déjà citée en 1078, reconstruite en 1470 et rénovée en 1897.
- Un sanctuaire (Santuario della Madonna delle Grazie), datant du XVIe siècle.
- Une église du XIVe siècle.
- Plusieurs églises de style baroque, dont : l'église de San Rocco, construite en 1744  et l'église de San Giuseppe, de nos jours devenue profane et utilisée comme salle de concert.
- L'ancienne abbaye Sainte-Marie de Pignerol, située à Saint Veran (le Bourg de St-Veran est à l'ouest de Pignerol, à Abbadia Alpina : cf. Chiesa di San Verano, Abbadia Alpina, Pinerolo, et[11]).

### Forteresse
Pignerol doit surtout sa célébrité à la forteresse qui a disparu, dans laquelle furent enfermés Fouquet, Lauzun et l'homme au masque de fer sous Louis XIV. Ils furent placés sous la garde de Bénigne Dauvergne de Saint-Mars. Louis XIV en impose la destruction dans les clauses du traité de Turin en 1696.

### Caractéristiques linguistiques
Le nom de la ville est Pinerolo en italien, Pineiròl en occitan alpin, Pinareul en piémontais.
Seuls les deux hameaux de L'Abaïa/Abbadia Alpina et Taluc/Talucco sont de parler occitan.

## Personnalités
- Nicolas Fouquet (1615-1680), surintendant des finances de Louis XIV, disgracié et condamné à la prison à vie, y décéda en 1680.
- Luigi Facta (1861-1930), homme politique.
- Ferruccio Parri (1890-1981), homme politique.
- Lidia Poët (1855-1930), première femme en Italie à devenir avocate.

## Sports

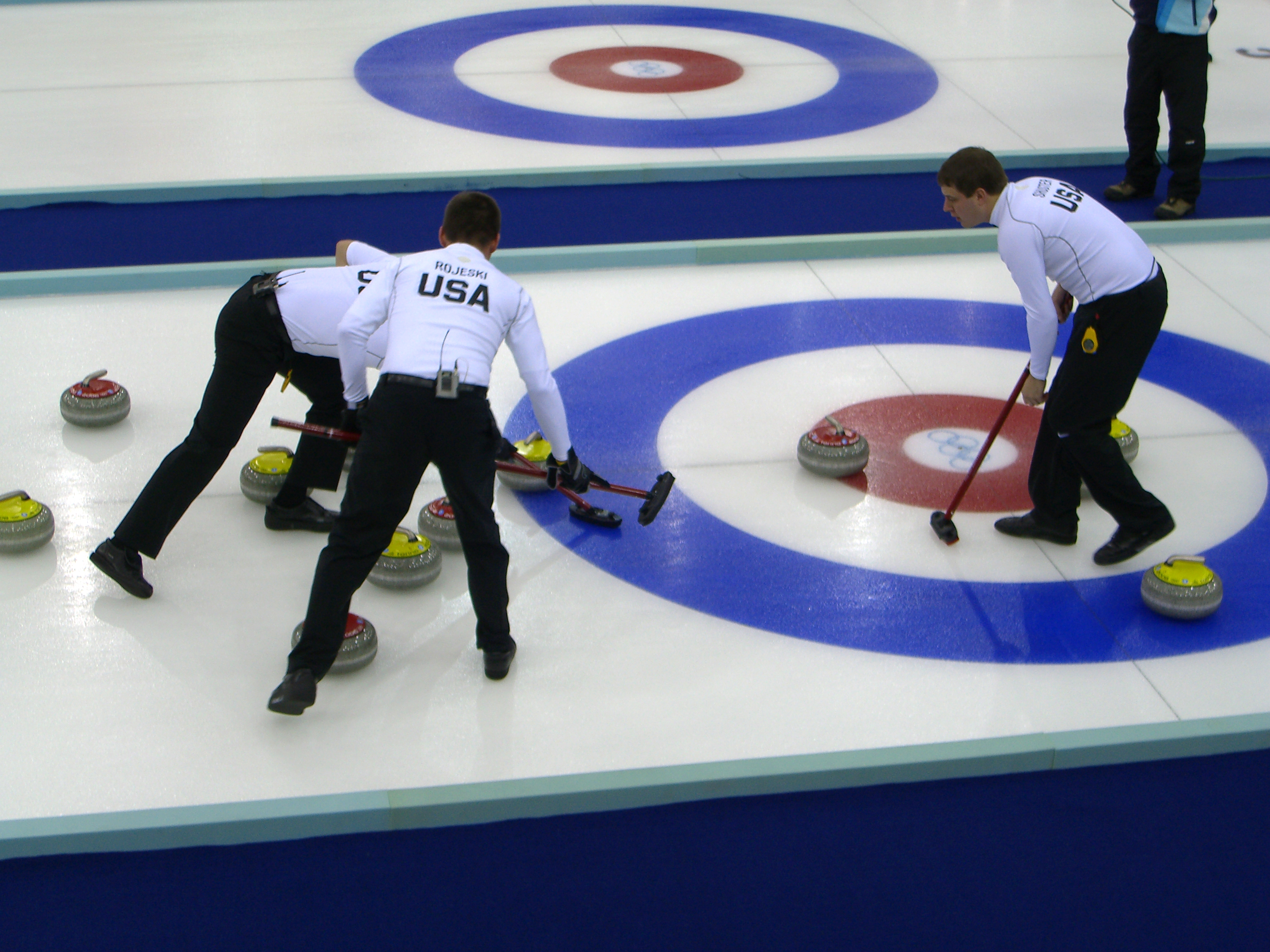
Une épreuve de curling des Jeux olympiques de Turin en 2006, qui a eu lieu à Pignerol.

Pignerol a accueilli les épreuves de curling des Jeux olympiques d'hiver de 2006.
La ville est visitée régulièrement par le Tour de France. En 2011, elle accueille une arrivée, avec la victoire de Boassen Hagen, puis le lendemain le départ de l'étape vers le col du Galibier. Pignerol est également ville départ de la 4e étape du Tour de France 2024.

## Anecdote
La ville a donné son nom au quartier de Peñarol, à Montevideo, capitale de l'Uruguay, quartier rendu célèbre par son club de football Club Atlético Peñarol.

## Villes jumelées
- Gap (France) depuis 1963
- Traunstein (Allemagne) depuis 1986
- San Francisco (Argentine) depuis 1996
- Derventa (Bosnie-Herzégovine) depuis 2005

Dans le passé, Pignerol était jumelée avec Beloit (Wisconsin) aux États-Unis en raison de la présence d'un site de production de la société homonyme de construction mécanique. Cependant, avec la fermeture mouvementée du site de production, repris depuis par des entrepreneurs italiens et renommé PMT Italia, le jumelage est considéré comme déchu et ne figure plus sur le site de la commune.